# Cordovan

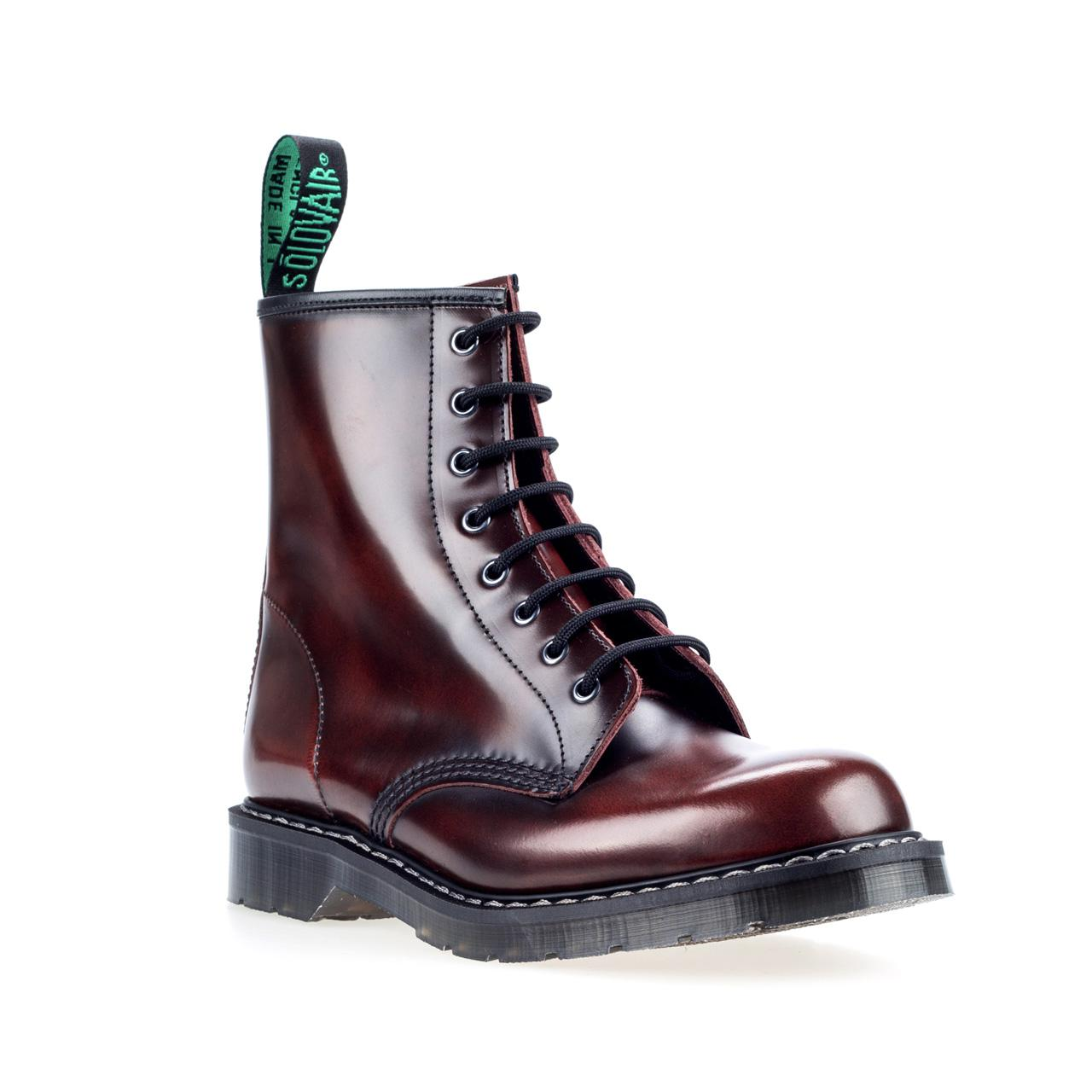
Stivaletti in Cordovan.

Il  Cordovan è un particolare tipo di cuoio, naturalmente di un color bruno-rosso, ottenuto dalla pelle di cavallo.
Questo cuoio è principalmente utilizzato nell'alta gamma del settore calzaturiero (soprattutto negli Stati Uniti).
Il Cordovan è una pelle equina ricavata dal tessuto connettivo piatto fibroso sotto la pelle della groppa del cavallo.

## Impiego
Essendo una pelle difficile e costosa da produrre, tra la fine del XIX e l'inizio del XX secolo veniva utilizzata principalmente per le coramelle per affilare i rasoi nei negozi di barbiere. Più recentemente il cordovan è stato sempre più utilizzato per scarpe, portafogli e cinturini per orologi. Grazie alla sua resistenza viene utilizzato anche nel tiro con l'arco per proteggere le dita.
La Horween Leather Company, la più antica conceria degli Stati Uniti, è nota per la sua produzione di cordovan ed è stata definita la "Capitale mondiale del Cordovan" dal Chicago Tribune.

## Caratteristiche
Le caratteristiche di questa materia è il suo colore rosso-bruno, la sua resistenza e la brillantezza. Presenta, infatti, notevoli qualità estetiche e un'eccezionale durata.
Poiché è costituito da tessuto connettivo, è liscio e non ha l'effetto granulato della pelle derivata dalla pelle animale.
D'altra parte, in particolare nelle scarpe, marca molto le pieghe.

## Etimologia
Il termine cordovan è etimologicamente legato alla città di Cordova, in Spagna, dove fu prodotta per la prima volta dai Visigoti nel VII secolo e successivamente anche dai Mori.